# Ramon Campabadal i Martí
Ramon Campabadal i Martí (Barcelona, 14 de maig de 1909 - Barcelona, 31 d'octubre de 1993) fou un futbolista català dels anys 1920 i 1930.

## Trajectòria
Començà jugant a futbol a un equip d'estudiants anomenat Nosaltres. El 1928 ingressà al FC Barcelona, on romangué fins al 1930. Formà part de la plantilla del club campió de la primera lliga espanyola, la temporada 1928-29. Debutà en aquesta competició el dia 24 de març de 1929 en un FC Barcelona 5 - CE Europa 2. Disputà un total de 13 partits al club, marcant 11 gols. Posteriorment jugà al FC Badalona. Una greu lesió el retirà prematurament del futbol. Més tard fou jugador de pilota basca arribant a ser cinc cops campió d'Espanya (1935, 1940, 1941, 1943 i 1944).

## Palmarès
FC Barcelona
- Lliga espanyola: 1928-29
- Campionat de Catalunya: 1929-30